# Josephine Lys
Josephine Lys es el seudónimo que utiliza María José López Sánchez (n. en Madrid, España), una abogada, y escritora de novela romántica desde 2007. Es miembro de la Asociación de Autoras Románticas de España (ADARDE).

## Biografía
María José López Sánchez nació en Madrid, España. Se graduó en Derecho por la Universidad de Alcalá de Henares y trabaja como abogada. Logró publicar su primera novela en 2007, y decidió utilizar el seudónimo de Josephine Lys, su nombre modificado y las iniciales de sus dos apellidos. En 2008 publicó su segunda novela.

### Novelas independientes
- El disfraz de una dama (2007/09)
- Atentamente tuyo (2008/07)
- El guante y la espada (2012/13)
- Corazones de plata (2018)
- Lágrimas en la lluvia (2020)

### Hermanos MacGregor
1. El hielo bajo tus pies (2019)
2. No puedo evitar amarte (2019)
3. Susúrrale mi nombre al viento (2019)

### Tierras Altas
1. Dibuja tu nombre en mi piel (2020)
2. Como el color del brezo (2020)
3. Invierno (2021)
4. Donde expiran los silencios (2022)